# توم تشيك
توم تشيك (بالإنجليزية: Tom Cheek) هو مقدم برامج إذاعية وصحفي ومعلق رياضي أمريكي، ولد في 13 يونيو 1939 في بينساكولا في الولايات المتحدة، وتوفي في 9 أكتوبر 2005 في أولدسمار في الولايات المتحدة.